# Seisillo

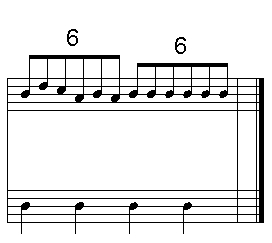
dos seisillos de corcheas que igualan cuatro negras.

En música, un seisillo es un grupo de valoración especial formado por seis notas musicales que se ejecutan en el tiempo igual al que se tocan cuatro de ellas; puede entenderse como:
1. Un tresillo subdividido (subdivisión ternaria)
2. Dos tresillos (subdivisión binaria).

Por ejemplo, un seisillo de semicorcheas puede ser entendido como un tresillo de corcheas subdividido, en cuyo caso tiene tres acentos internos, o bien puede ser entendido como dos tresillos de semicorcheas, en cuyo caso tiene dos acentos internos.
Debe indicarse en la escritura, a través del barraje, cuál de las dos opciones se desea.
Al equivaler a 4 de la misma especie, el seisillo es un grupo de valoración especial por reducción.
Es recomendable utilizar solo el seisillo en el caso 1), y para el caso 2) no utilizar un seisillo, sino un doble tresillo. De esta forma el seisillo siempre se usaría para obtener el efecto de subdivisión ternaria.